# Carl Schuchhardt
Carl Schuchhardt, född den 6 augusti 1859 i Hannover, död den 7 december 1943 i Arolsen, var en tysk arkeolog och  förhistoriker.
Schuchhardt företog 1883–1887 resor i arkeologiskt syfte genom Rumänien, Mindre Asien och Grekland, blev 1889 föreståndare för Kestnermuseet i Hannover och 1908 för den förhistoriska avdelningen av kejserliga museet i Berlin. Bland hans skrifter kan nämnas: Schliemanns Ausgrabungen (1890; 2:a upplagan 1891; "Schliemanns upptäckter", bearbetning av Julius Centerwall, 1891), Die hannoveranischen Bildhauer der Renaissance 1550–1700 (1909), Alterthümer von Pergamon (I, 1913–1914), ett efter mycket stor måttstock anlagt arbete, med bidrag av många andra lärde. Schuchhardt utgav Atlas vorgeschichtlicher Befestigungen in Niedersachsen (1905); han var en av redaktörerna för "Prähistorische Zeitschrift".